# Почайнинская улица
Почайнинская улица — улица в Подольском районе города Киева. Ориентирована параллельно набережной Днепра и пролегает через весь Подол от Ильинской и Набережно-Крещатицкой до Набережно-Луговой улицы, образуя перекрёстки с улицами Григория Сковороды, Спасской, Хорива, Верхним Валом и Нижним Валом, Ярославской, Щекавицкой, Введенской, Туровской.
Улица связана с Киевской древностью, когда устье реки Почайны служило портом на торговом пути «из варяг в греки». Вдоль реки существовало поселение, находились склады. Поскольку современная Почайнинская улица близка по очертаниям к нижней части древней реки Почайны, можно считать, что улица расположена на части территории поселения княжеской эпохи.

## Застройка

### Ильинская церковь
Нынешняя Ильинская церковь (Почайнинская, 2) является памятником национального значения. Архитектурный ансамбль церкви составляют:
- Ильинская церковь (1692 г.)
- Колокольня (начало XVIII ст.)
- Малая бурса (XVIII ст.)
- Ворота и ограда (1755 г.)
- Проскурня (вторая половина XVIII ст.)

### Другие памятники истории и архитектуры
- Введенская церковь
- Здание № 12
- Здание № 18
- Здание № 28
- Здание № 40

## Телефонная нумерация
417-.., 425-..